# Венера на корточках
Венера на корточках, Венера присевшая, Купающаяся Афродита, Афродита Дойдалса — условные названия различных реплик древнегреческой скульптуры работы скульптора Дойдалса из  Вифинии (Малая Азия), изображающей купающуюся богиню  Афродиту, у римлян Венеру.
Имя «Дойдалс» (др.-греч. Δοίδαλσης, лат.  Doеdalses) упоминает древнеримский историк Плиний Старший в «Естественной истории», но не даёт подробных сведений. Ранее историки античности отождествляли это имя с «Дедалом Третьим», но такое отождествление основано на неправильном прочтении имён . Именно Дойдалс во второй половине III в. до н. э. создал скульптуру «Афродиты, сидящей на корточках» . Дойдалс работал в  Никомедии, где создал, наряду с прочим, статую Зевса Стратия (Воинственного). Изображения этой скульптуры сохранились на  реверсах монет из Вифинии, как и «Афродиты на корточках». Считается также, что оригинал был выполнен в  бронзе, а мраморная реплика имелась в  Портике Октавии в Риме (в иных источниках: в храме Юпитера). Эту реплику копировали многие скульпторы римской и  неоаттической школ.
Скульптура представляет собой изображение богини Афродиты в позе моющейся женщины, опустившейся на одно колено, одной рукой расправляющей волосы, а другой прикрывая свою наготу, будто её неожиданно застали за купанием. Копиисты добавляли необходимые в хрупком мраморе подпорки в виде раковины, черепахи или добавляли фигурки Эрота (предполагают, что он присутствовал в оригинале) или дельфина. Вслед за  Праксителем, первым дерзнувшим изобразить богиню полностью обнажённой в статуе  Афродиты Книдской, Дойдалс создал ещё более откровенный и, что характерно для эпохи эллинизма, приземлённый, почти жанровый мотив. Скульптор даже не побоялся самым натуральным образом изобразить складки на животе богини.
Существует множество реплик с римского мраморного оригинала, что свидетельствует о популярности этого произведения. Одна из реплик (250—240 гг. до н. э.) находилась на вилле императора  Адриана в Тиволи (найдена при раскопках в 1920-х годах). Ныне она хранится в римском Национальном музее Палаццо Массимо. Вторая (фр. Venus accroupie — «Венера на корточках») находится в парижском Лувре.  Другие — в Ватикане, в  Археологическом музее в Неаполе, в галерее Уффици во Флоренции, в археологическом музее Родоса.
Одна из реплик знаменитой скульптуры, хранящаяся в Британском музее в Лондоне, относится ко временам Октавиана Августа. В начале XVII века скульптура находилась в мантуанском собрании герцогов Гонзага, где её зарисовал П. П. Рубенс. В 1628 году скульптуру приобрёл английский король Карл I Стюарт за баснословную по тем временам сумму. Впоследствии ею владел живописец  Питер Лели. В настоящее время это произведение — собственность королевы Англии. 

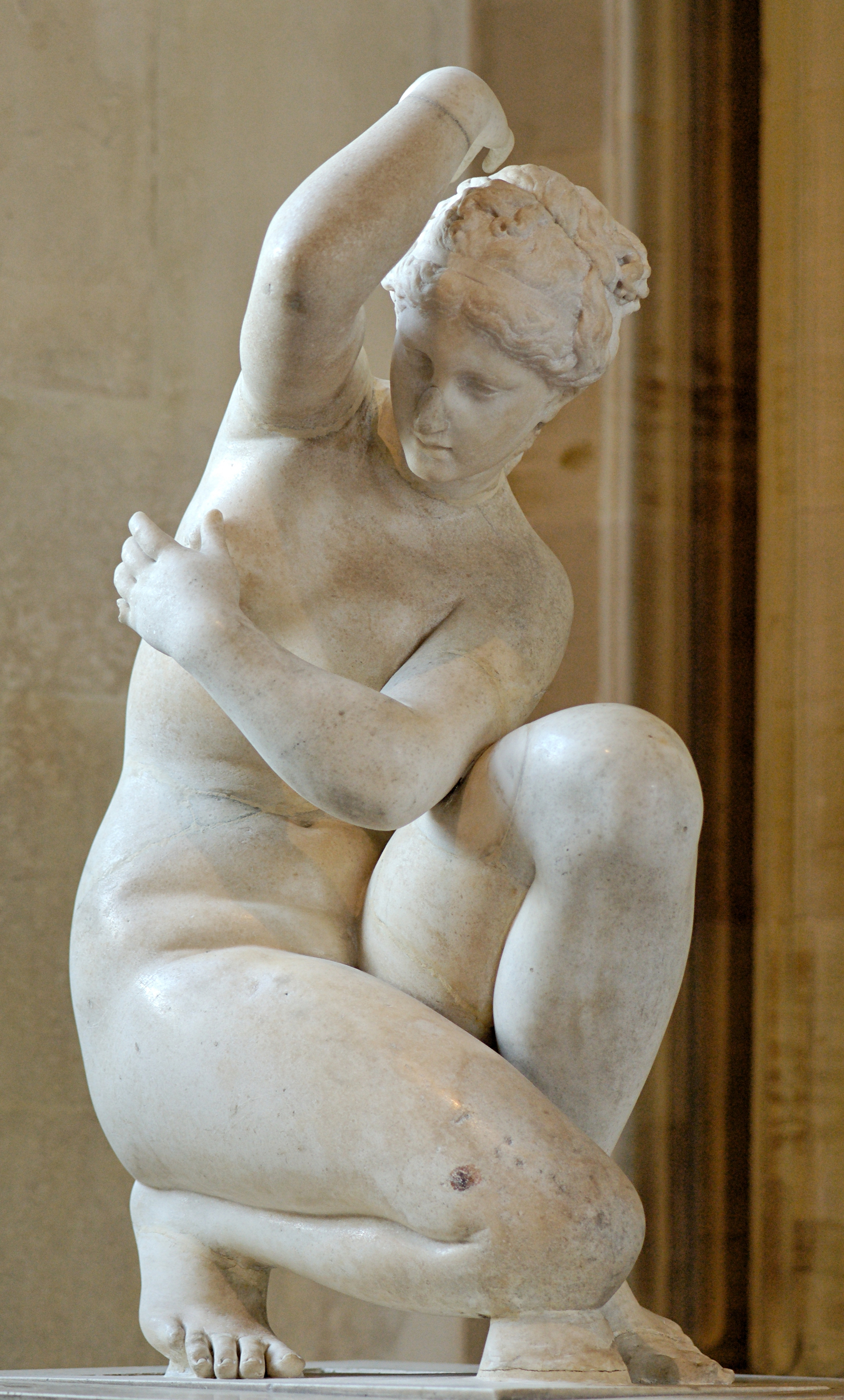
Vénus Accroupie (Лувр)

В XVI—XVII веках изображения стыдливо присевшей на корточки Венеры по образцу античных выполняли многие скульпторы Италии и Франции. Несколько вариантов были созданы в мастерской Джамболоньи во Флоренции. Французский скульптор Антуан Куазево в 1686 году изваял «Венеру, присевшую на черепаху» для дворца Людовика XIV в Марли.
В собрании семьи Фарнезе в Риме хранилась скульптура присевшей на корточки Венеры, рядом с которой был изображён Амур. В наше время она находится в экспозиции Национального археологического музея Неаполя. Сходная по композиции Венера была обнаружена археологами в XIX веке в предместье Вьенна; после поступления в Лувр её изучали многие художники, в том числе в начале XX века Поль Сезанн при создании серии картин «Купальщицы».